# Grande Prêmio da Áustria de 1987
Resultados do Grande Prêmio da Áustria de Fórmula 1 realizado em Österreichring em 16 de agosto de 1987. Décima etapa da temporada, teve como vencedor o britânico Nigel Mansell, que subiu ao pódio junto a Nelson Piquet numa dobradinha da Williams-Honda, com Teo Fabi em terceiro pela Benetton-BMW.

## Resumo
Na classificação para a corrida, o sueco Stefan Johansson colidiu seu carro com um cervo que estava atravessando na frente do seu McLaren, atingindo-o de lado e provocando o despiste. O animal teve morte imediata, enquanto que o sueco saiu do carro com uma fissura numa das suas costelas, mas pôde alinhar na corrida.
A corrida teve três largadas em função de acidentes e falta da área de escape:
A primeira largada foi atribulada e demonstrativa do ponto em que a segurança da pista começava a ser demonstrada. Enquanto que Piquet largava bem e Mansell era surpreendido pelo Benetton de Fabi, atrás havia confusão. Martin Brundle perdia o controlo do seu Zakspeed e batia no muro das boxes, e quando o carro ricocheteou para a pista, causando confusão na traseira do pelotão, com o Minardi de Adrian Campos e o Ligier de René Arnoux bateram no carro do britânico. Para evitar esses três carros, os dois Tyrrell de Jonathan Palmer e Philippe Streiff colidiram um com o outro e o segundo Ligier de Piercarlo Ghinzani também sofre danos. A largada foi imediatamente interrompida e os carros removidos da pista para poderem fazer nova largada. 
Todos puderam largar de novo e quando isso aconteceu, Piquet partiu melhor de novo, com Mansell a ter um problema e a largar lentamente. Mas mais atrás havia nova confusão: Berger viu Mansell muito lento e travou bruscamente, e Patrese também reagiu da mesma forma, mas bateu no Arrows de Eddie Cheever. Imediatamente a seguir, Johansson bate na traseira de Cheever, enquanto que Brundle bate na traseira do McLaren.
A hecatombe continuou com Ghinzani a travar fundo para não bater e depois ser abalroado pelo Osella de Alex Caffi. Ivan Capelli, no seu March, Philippe Alliot, no seu Lola-Larrousse, o Zakspeed de Christian Danner, o AGS de Pascal Fabre e o Tyrrell de Jonathan Palmer, também acabaram no meio da confusão, causando uma das maiores carambolas da história da Formula 1. A corrida foi interrompida pela segunda vez e os carros removidos para as boxes.
Por incrível que pareça, quando os carros alinharam para a terceira largada, apenas o Tyrrell de Streiff é que não alinhou, apesar de quatro carros (Brundle, Danner, Fabre e Caffi) largarem das boxes. Pouco depois, o McLaren de Prost recusou-se a funcionar e o francês passou para o carro de reserva, fazendo com que largasse das boxes. E quando os carros partiram para a volta de aquecimento, Alboreto teve de ir às boxes para colocar um volante novo, sendo o sexto a largar das boxes. 
Quando o sinal verde foi mostrado, Senna ficou parado no grid, partindo mais lentamente do que o resto. Felizmente, todos evitaram o Lotus do brasileiro, e Piquet estava na frente de Boutsen, seguido por Berger, Mansell e Fabi. Atrás, Prost, Senna e Alboreto tentavam ganhar posições entre os pilotos mais lentos.
Antes de ir ao pódio, um momento caricato, quando Nigel Mansell, estava no carro da organização, bateu a cabeça na parede devido à baixa altura.

## Classificação da prova
| Pos. | Nº | Piloto             | Construtor             | Voltas | Tempo/Diferença  | Grid | Pontos |
| ---- | -- | ------------------ | ---------------------- | ------ | ---------------- | ---- | ------ |
| 1    | 5  | Nigel Mansell      | Williams-Honda         | 52     | 1:18'44"898      | 2    | 9      |
| 2    | 6  | Nelson Piquet      | Williams-Honda         | 52     | + 55"704         | 1    | 6      |
| 3    | 19 | Teo Fabi           | Benetton-Ford          | 51     | + 1 volta        | 5    | 4      |
| 4    | 20 | Thierry Boutsen    | Benetton-Ford          | 51     | + 1 volta        | 4    | 3      |
| 5    | 12 | Ayrton Senna       | Lotus-Honda            | 50     | + 2 voltas       | 7    | 2      |
| 6    | 1  | Alain Prost        | McLaren-TAG/Porsche    | 50     | + 2 voltas       | 9    | 1      |
| 7    | 2  | Stefan Johansson   | McLaren-TAG/Porsche    | 50     | + 2 voltas       | 14   |        |
| 8    | 26 | Piercarlo Ghinzani | Ligier-Megatron        | 50     | + 2 voltas       | 18   |        |
| 9    | 10 | Christian Danner   | Zakspeed               | 49     | + 3 voltas       | 20   |        |
| 10   | 25 | René Arnoux        | Ligier-Megatron        | 49     | + 3 voltas       | 16   |        |
| 11   | 16 | Ivan Capelli       | March-Ford             | 49     | + 3 voltas       | 23   |        |
| 12   | 30 | Philippe Alliot    | Lola-Ford              | 49     | + 3 voltas       | 22   |        |
| 13   | 11 | Satoru Nakajima    | Lotus-Honda            | 49     | + 3 voltas       | 13   |        |
| 14   | 3  | Jonathan Palmer    | Tyrrell-Ford           | 47     | + 5 voltas       | 24   |        |
| DSQ  | 9  | Martin Brundle     | Zakspeed               | 48     | Desclassificado  | 17   |        |
| NC   | 14 | Pascal Fabre       | AGS-Ford               | 45     | Não classificado | 26   |        |
| Ret  | 7  | Riccardo Patrese   | Brabham-BMW            | 43     | Motor            | 8    |        |
| Ret  | 27 | Michele Alboreto   | Ferrari                | 42     | Turbo            | 6    |        |
| Ret  | 8  | Andrea de Cesaris  | Brabham-BMW            | 35     | Motor            | 10   |        |
| Ret  | 17 | Derek Warwick      | Arrows-Megatron        | 35     | Motor            | 11   |        |
| Ret  | 18 | Eddie Cheever      | Arrows-Megatron        | 31     | Pneus            | 12   |        |
| Ret  | 28 | Gerhard Berger     | Ferrari                | 5      | Turbo            | 3    |        |
| Ret  | 23 | Adrian Campos      | Minardi-Motori Moderni | 3      | Pane elétrica    | 19   |        |
| Ret  | 24 | Alessandro Nannini | Minardi-Motori Moderni | 1      | Motor            | 15   |        |
| Ret  | 21 | Alex Caffi         | Osella-Alfa Romeo      | 0      | Pane elétrica    | 21   |        |
| Ret  | 4  | Philippe Streiff   | Tyrrell-Ford           | 0      | Acidente         | 25   |        |

## Tabela do campeonato após a corrida
| Pos. | Piloto           | Pontos |
| ---- | ---------------- | ------ |
| 1    | Nelson Piquet    | 54     |
| 2    | Ayrton Senna     | 43     |
| 3    | Nigel Mansell    | 39     |
| 4    | Alain Prost      | 31     |
| 5    | Stefan Johansson | 19     |

| Pos. | Equipe              | Pontos |
| ---- | ------------------- | ------ |
| 1    | Williams-Honda      | 93     |
| 2    | McLaren-TAG/Porsche | 50     |
| 3    | Lotus-Honda         | 49     |
| 4    | Ferrari             | 17     |
| 5    | Benetton-Ford       | 15     |

| Pos. | Piloto           | Pontos |
| ---- | ---------------- | ------ |
| 1    | Jonathan Palmer  | 61     |
| 2    | Philippe Streiff | 45     |
| 3    | Pascal Fabre     | 35     |
| 4    | Philippe Alliot  | 25     |
| 5    | Ivan Capelli     | 19     |

| Pos. | Equipe       | Pontos |
| ---- | ------------ | ------ |
| 1    | Tyrrell-Ford | 106    |
| 2    | AGS-Ford     | 35     |
| 3    | Lola-Ford    | 25     |
| 4    | March-Ford   | 19     |

- Nota: Somente as primeiras cinco posições estão listadas. Entre 1981 e 1990 cada piloto podia computar onze resultados válidos por temporada não havendo descartes no mundial de construtores.